# Horst (Holstein)
Horst (Holstein) è un comune tedesco del circondario di Steinburg, nella regione dello Schleswig-Holstein. Ha circa 5 100 abitanti.